# Osman II
Osman II (turco ottomano: عثمان الثاني, noto anche come Genç Osman, "Osman il giovane"; Costantinopoli, 3 novembre 1604 – Costantinopoli, 20 maggio 1622) è stato sultano dell'Impero ottomano dal 1618 fino alla sua morte.
Osman II era figlio del sultano Ahmed I (1603-1617) e della concubina Mahfiruz Hatun: la madre fu molto attenta alla sua educazione mentre era in giovane età, così che Osman II divenne un eccellente poeta e imparò molte lingue, tra cui arabo, persiano, greco, latino e italiano.
Ascese al trono a soli 13 anni a seguito di un colpo di Stato contro suo zio Mustafa I, ma a dispetto della sua giovane età, Osman II si dimostrò ben presto un governante energico: dopo aver reso sicuro il confine orientale dell'impero firmando un trattato di pace con i Safavidi in Iran, guidò personalmente l'invasione ottomana contro la Confederazione Polacco-Lituana per chiudere l'annosa Guerra dei Magnati di Moldavia. Costretto a firmare il trattato di pace con la Confederazione dopo la sconfitta subìta nella Battaglia di Khotyn ad opera dell'hetman Jan Karol Chodkiewicz nel settembre-ottobre 1621, Osman II fece ritornò ad Costantinopoli deluso e furibondo, rimproverando alla codardia dei suoi corpi speciali, i famosi giannizzeri, e alla pochezza dei suoi collaboratori questa sua umiliazione.
Osman II fu, probabilmente, il primo sultano ad individuare con chiarezza il pericolo che lo strapotere dei giannizzeri costituiva per l'impero: fece chiudere i loro caffè, che spesso erano centri in cui venivano ordite congiure contro il trono, e pensò ad istituire un nuovo corpo armato, fedele al sultano e composto di soldati provenienti dall'Anatolia, dalla Siria e dall'Egitto ma di etnia esclusivamente turca e turcomanna. Per reazione a questo tentativo di ridimensionarli, i giannizzeri ordirono una congiura di palazzo: Osman II fu imprigionato nella fortezza di Yedikule ma, quando un sicario venne inviato nella sua cella per strangolarlo, oppose una strenua resistenza e venne sopraffatto solo in seguito all'intervento di altri uomini, che lo tramortirono colpendolo alle spalle.
In confronto con molti dei suoi immediati successori e predecessori, Osman era un sovrano di idee moderne e riformatrici, ma gli mancarono appoggio e aiuto nell'ambiente circostante per attuarle.

## Famiglia

### Consorti
Osman II aveva tre o quattro consorti note, almeno due delle quali erano sua moglie legale:
- Ayşe Sultan. Di lei non si sa nulla tranne il nome e il suo titolo e ruolo sono controversi. Secondo Leslie Pierce, era una concubina e la Haseki Sultan di Osman[1]. Secondo Pitemberg, invece, era una semplice concubina priva di potere o rango[3]. Infine, alcuni storici la identificano con la nipote di Pertev Mehmed, e quindi come una donna libera e prima moglie legale di Osman. Riceveva uno stipendio di 2.000 aspri al giorno. Morì a Palazzo Vecchio nel 1640.
- Meylişah Hatun, conosciuta anche come Meleksima, Mehlika o Mehlikaya Hatun. Prima di entrare nell'harem era schiava del Gran Visir Kuyucu Murad Paşa. Favorita di Osman, di origini russe, e madre del suo primogenito, Şehzade Ömer. Secondo una versione minore dopo la morte del Gran Visir era stata donata al kızları agasi, che la liberò e adottò, ed era quindi una donna libera quando conobbe Osman, che pertanto per poterla avere la sposò legalmente. Era la sua consorte più amata e influente, ma cadde in disgrazia dopo la morte accidentale del figlio. Accusata dell'accaduto da un addolorato Osman, che non la volle più vedere, venne scacciata da corte e morì in esilio[4].
- Fülane Hatun. Prima moglie legale. Era una donna libera, figlia di un astrologo e nipote di Pertev Mehmed Pasha[5]. Alcuni la identificano con Ayşe Sultan, ma la sua identità non è ancora nota con certezza. Il loro matrimonio, il 7 febbraio 1622, fu estremamente controverso, essendo contrario alla tradizione che un sultano sposasse una donna ottomana mussulmana di nascita libera.
- Rukiye Akile Hatun. Seconda moglie legale di Osman, figlia di Şeyhülislam Hocazade Esad Efendi[6]. Anche questo matrimonio, celebrato il 19 marzo del 1622, fu, come il primo, estremamente impopolare e contribuì alla perdita del trono e della vita di Osman.

### Figli
Osman II aveva almeno due figli:
- Şehzade Ömer (Costantinopoli, 20 ottobre 1621 - Edirne, 5 febbraio 1622. Sepolto con il padre nella Moschea Blu) - con Meylişah Hatun. La notizia della sua nascita raggiunse il padre a Edirne, mentre era di ritorno dalla Campagna di Polonia. Per festeggiare l'avvenimento invitò la corte a raggiungerlo lì, incluso il bambino con sua madre, e organizzò una festa che comprendeva una rievocazione delle sue battaglie in Polonia a cui Meylişah e Ömer assistettero, ma durante la rievocazione un proiettile vagante colpì il neonato, uccidendolo. Un'altra versione vuole che il neonato sia morto a causa dello shock causato dal rumore dei cannoni. In seguito si diffusero anche voci secondo cui il principino fu ucciso deliberatamente. In ogni caso, Osman accusò dell'accaduto Meylişah, e, non volendola più vedere, la esiliò.
- Şehzade Mustafa. (Costantinopoli, novembre 1622 - Costantinopoli, inizio 1623. Sepolto con il padre nella Moschea Blu) - forse con Akile Hatun. Gemello di Zeynep Sultan, nato dopo la detronizzazione e l'uccisione di suo padre, l'identità di sua madre non è certa. Secondo alcune cronache venne ucciso per ordine di Halime Sultan, che agiva come reggente per il figlio, il nuovo Sultano Mustafa I, mentre secondo altri morì di cause naturali.

### Figlie
Osman II aveva almeno una figlia:
- Zeynep Sultan (Costantinopoli, novembre 1622 - Costantinopoli, c. 1623. Sepolta con il padre nella Moschea Blu) - forse con Akile Hatun. Gemella di Şehzade Mustafa, nata dopo la detronizzazione e l'uccisione di suo padre, l'identità di sua madre non è certa. Morì neonata per cause sconosciute.

## Cultura di massa
- Nella serie TV storica turca Il secolo magnifico: Kösem, Osman II è interpretato dall'attore Taner Olmez.